# Modrá
Modrá (deutsch Neudorf) ist eine Gemeinde in Tschechien. Sie liegt vier Kilometer nordwestlich von Staré Město und gehört zum Okres Uherské Hradiště.

## Geographie
Modrá befindet sich am östlichen Fuße des Marsgebirges in der Mährischen Slowakei. Das Dorf erstreckt sich entlang des Modranský potok an dessen Einmündung in die Salaška und bildet im Süden mit Velehrad eine zusammenhängende Bebauung. Nordwestlich erhebt sich der Hügel Hrušová (389 m).
Nachbarorte sind Jankovice und Kopaniny im Norden, Jalubí und Huštěnovice im Osten, Staré Město im Südosten, Zlechov im Süden, Tupesy im Südwesten, Velehrad und Chabaně im Westen sowie Salaš im Nordwesten.

## Geschichte

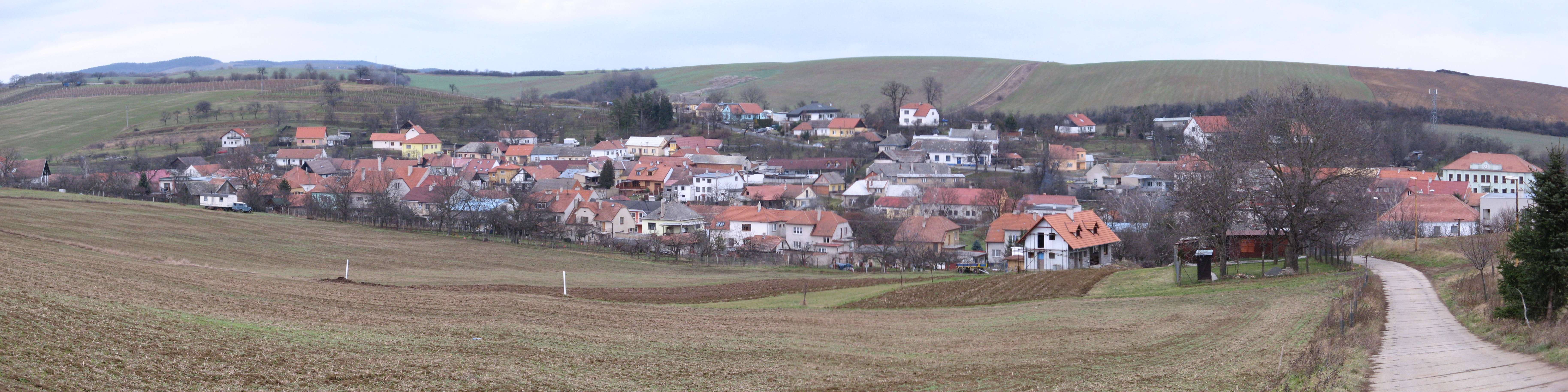
Blick auf Modrá von Westen

Keramikfunde belegen eine frühzeitliche Besiedlung auf dem Gebiet der Gemeinde bis 5000 v. Chr.
Zur Zeit des Mährischen Fürstentums entstand in der Ansiedlung eines der ältesten steinernen christlichen Kirchengebäude des Landes. Die Nähe zur Stadt Weligrad lässt vermuten, dass in der Kirche später die Apostel Kyrill und Method gepredigt haben. Nach dem 9. Jahrhundert erlosch diese bedeutsame Ansiedlung. Als 1205 das Kloster Velehrad gegründet wurde, bestand sie nicht mehr. Ihre Fluren kamen zum Kloster hinzu. Die Mönche legten im Tal des Modranský potok Fischteiche an und am Hang entstand eine Schäferei.
Nach der Säkularisation des Klosters im Zuge der Josephinischen Reformen erfolgte um 1786 die Gründung der Kolonie Neudorf. Neudorf wurde 1814 an die Dominikalgemeinde Salaš angeschlossen und der Herrschaft Buchlov unterstellt. Nach der Aufhebung der Patrimonialherrschaften entstand 1848 die politische Gemeinde Modrá / Neudorf im Bezirk Ungarisch Hradisch.
1911 wurden die Grundmauern der Kirche St. Johannes durch Jan Nevěřil entdeckt. Ihre archäologische Untersuchung unter Leitung von Vilém Hrubý begann erst 1953. 1997 entstand auf Initiative des Bürgermeisters Miroslav Kovářík das Bildungs- und Informationszentrum Škola vesnice (Schule des Dorfes), dessen Träger die Gemeinde ist. 2003 begann die Errichtung des Archeoskanzens Modrá. Das Freilichtmuseum, das das Leben in einer befestigten Siedlung Großmährens darstellt, eröffnete 2004.

## Gemeindegliederung
Für die Gemeinde Modrá sind keine Ortsteile ausgewiesen.

## Sehenswürdigkeiten
- Archeoskanzen Modrá

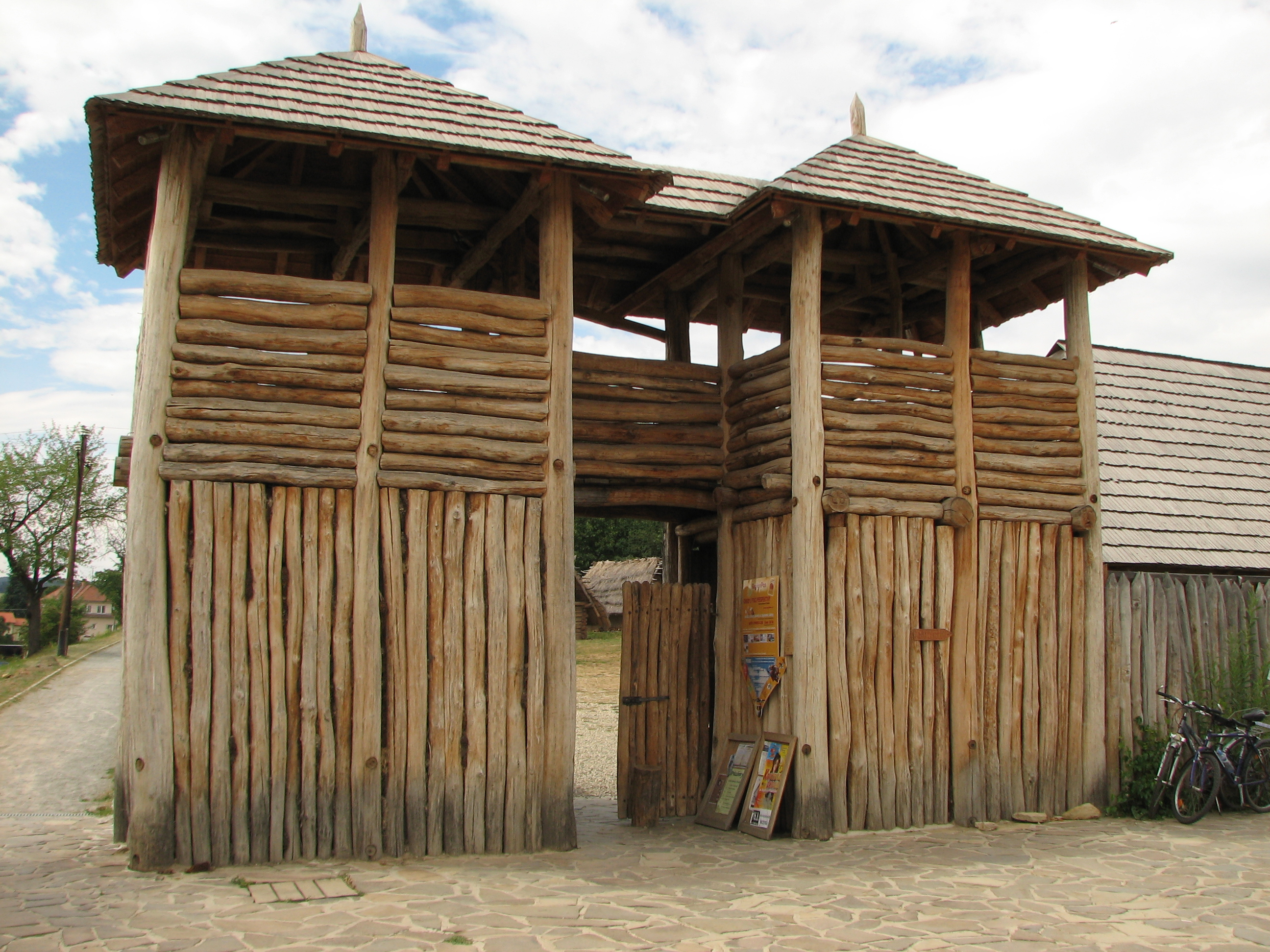
Tor zum Archeoskanzen

- Grundmauern eines am Übergang vom 8. zum 9. Jahrhundert errichteten steinernen Kirchleins mit dem wahrscheinlich größten geschaffenen Salzburger Taufbecken. Die Kirche gilt als der älteste Kirchenbau Mährens und ist möglicherweise eines der ältesten steinernen Bauwerke auf tschechischem Gebiet.
- Kirche St. Johannes, Nachbau der ursprünglichen Kirche aus dem 9. Jahrhundert
- Kloster Velehrad
- Hussitensäule
- Megalith „Králův stůl“, nördlich des Dorfes, wahrscheinlich Teil eines frühzeitlichen Sonnenkalenders